# Esther Hart

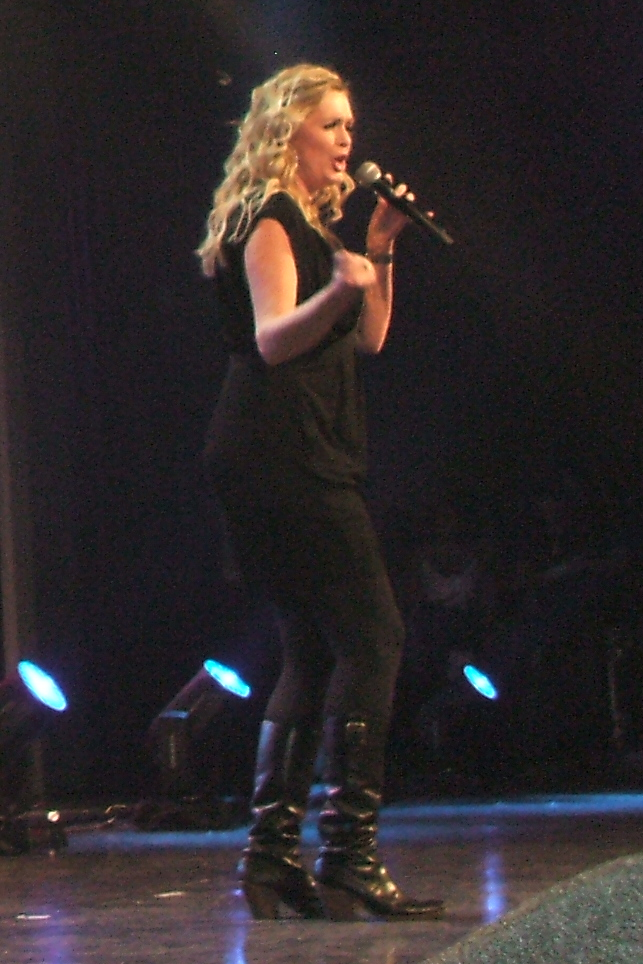
Esther Hart, 2011

Esther Hart (* 3. Juni 1970 in Epe; eigentlich Esther Katinka Hartkamp) ist eine niederländische Sängerin. Sie vertrat die Niederlande beim Eurovision Song Contest 2003 in Riga, Lettland.

## Teilnahme am Eurovision Song Contest
2003 sollte sie eigentlich am englischen Vorentscheid „A Song for Europe“ und dem niederländischen „Nationaal Songfestival“ zum Eurovision Song Contest 2003 teilnehmen. In beiden Vorentscheidungen erreichte sie die Finalrunde. Da sie jedoch nicht an beiden Vorentscheidungen teilnehmen konnte, nahm sie nur an derjenigen in den Niederlanden teil. Dort gewann sie mit dem Lied One More Night.
Sie nahm dann für die Niederlande mit dem Lied One More Night in Riga teil. Dort trat sie als 14. Act auf (nach Israel und vor Großbritannien). Im Voting erreichte sie insgesamt 45 Punkte und einen 13. Platz.